# Breaker! Breaker!
Breaker! Breaker! è un film del 1977 diretto da Don Hulette. con protagonista Chuck Norris.

## Trama
Un camionista va alla ricerca del fratello scomparso in una città gestita da un giudice corrotto.